# Nahomi
Nahomi is een Belgische stripreeks van Didier Chrispeels (Crisse). Aanvankelijk schreef Bom de verhalen, maar later deed Crisse ook de scenario's. De reeks werd van 1980 tot 1987 voorgepubliceerd in Tintin/Kuifje en gaat over een gelijknamige Japanse prinses, wiens vader heerst over het eiland Tang. Nahomi heeft magische noten waarmee ze andere werelden kan bezoeken.
Le Lombard bundelde in 2009 alle verhalen in een Franse integraal. Dark Dragon Books vertaalde die in 2021 in het Nederlands. Deze integraal bevat enkele verhalen die niet eerder in albumvorm verschenen: Een onvoltooid verhaal en vier kortverhalen. Het kortverhaal De koningsster en het geïllustreerde verhaal De wonderwaaier zijn niet opgenomen in de integraal.

## Verhalen

### Alle verhalen in Tintin/Kuifje
Alle verhalen zijn getekend door Didier Chrispeels (Crisse). Daarnaast is er ook een geïllustreerd verhaal De wonderwaaier, dat in 1982 in Tintin/Kuifje verscheen.
| Titel                                   | Aantal pagina's | Publicatiejaar Tintin/Kuifje |
| --------------------------------------- | --------------- | ---------------------------- |
| De tovernoten                           | 7               | 1980                         |
| De vervloekte tovenaar                  | 8               | 1981                         |
| Het zwarte zeepaardje                   | 7               | 1981                         |
| De tijger in de sneeuw                  | 5               | 1981                         |
| De ontvoering                           | 12              | 1981                         |
| De koningsster                          | 5               | 1981                         |
| Het Parelmoermeer                       | 6               | 1982                         |
| Het poeder der vergetelheid             | 9               | 1982                         |
| De eerste kus                           | 4               | 1983                         |
| De uitspraak                            | 10              | 1983                         |
| De dood lopende grot                    | 8               | 1983                         |
| De ziel van de kunstenaar               | 4               | 1983                         |
| Een kamer hoeft niet vervelend te zijn! | 3               | 1984                         |
| Het land van de saga's                  | 7               | 1984                         |
| De zeven zwarte parels                  | 16              | 1984                         |
| De piraten                              | 14              | 1985                         |
| Een huis van jade                       | 4               | 1985                         |
| Het lied van Galadrielle                | 15              | 1986                         |
| Aliesha                                 | 15              | 1987                         |

### Albums
Alle albums zijn uitgegeven door Le Lombard. Het eerste album bevat de verhalen: De tovernoten, Het zwarte zeepaardje, De tijger in de sneeuw, De eerste kus, De ziel van de kunstenaar en Een kamer hoeft niet vervelend te zijn! Het tweede album bevat de verhalen: De ontvoering, Het poeder der vergetelheid en De uitspraak. Het derde album bevat de verhalen: De dood lopende grot, Het land van de saga's en Het lied van Galadrielle.
| Nummer | Titel                       | Jaar |
| ------ | --------------------------- | ---- |
| 1      | De tovernoten               | 1985 |
| 2      | Het poeder der vergetelheid | 1986 |
| 3      | Het lied van Galadrielle    | 1987 |